# Roger Donaldson
Roger Donaldson (Ballarat, 15 novembre 1945) è un regista, produttore cinematografico e sceneggiatore australiano naturalizzato neozelandese.

## Biografia
Nato nello stato di Victoria, Australia, nel 1965 si trasferisce in Nuova Zelanda, dove inizia a lavorare nel campo della fotografia; in seguito realizza alcuni documentari e lavori televisivi fino al suo debutto sul grande schermo nel 1977 con Unica regola vincere. È stato uno dei cofondatori della New Zealand Film Commission. Nel 1984 conosce il successo grazie al film Il Bounty, prodotto da Dino De Laurentiis e interpretato da Mel Gibson e Anthony Hopkins. Successivamente dirige Senza via di scampo (1987) con Kevin Costner e Gene Hackman, e Cocktail (1988) con Tom Cruise.
Nel 2000 dirige nuovamente Kevin Costner nel drammatico Thirteen Days, mentre nel 2003 dirige Al Pacino e Colin Farrell ne La regola del sospetto. Nel 2008 dirige La rapina perfetta con Jason Statham, e nel 2011 Solo per vendetta, interpretato da Nicolas Cage e Guy Pearce, distribuito in anteprima mondiale in Italia il 2 settembre 2011.

## Vita privata
Ha un figlio, Chris, nato nel 1975.

## Filmografia

### Regista
- Unica regola vincere (Sleeping Dogs) (1977)
- Nutcase (1980)
- Smash Palace (1981)
- Il Bounty (The Bounty) (1984)
- Una donna, una storia vera (Marie) (1985)
- Senza via di scampo (No Way Out) (1987)
- Cocktail (1988)
- Cadillac Man - Mister occasionissima (Cadillac Man) (1990)
- White Sands - Tracce nella sabbia (White Sands) (1992)
- Getaway (The Getaway) (1994)
- Specie mortale (Species) (1995)
- Dante's Peak - La furia della montagna (Dante's Peak) (1997)
- Thirteen Days (2000)
- La regola del sospetto (The Recruit) (2003)
- Indian - La grande sfida (The World's Fastest Indian) (2005)
- La rapina perfetta (The Bank Job) (2008)
- Solo per vendetta (Seeking Justice) (2011)
- The November Man (2014)
- McLaren (2017) - documentario

## Premi e riconoscimenti
- Australian Film Institute (International Award)
  - 2006: Nomination - Eccellenza nella realizzazione di un film per Indian - La grande sfida (2005)
- Festival di Cannes (Palma d'oro)
  - 1984: Nomination - Il Bounty (1984)
- New Zealand Screen Awards (New Zealand Screen Award)
  - 2006: 3 Vinti:
    - Miglior regia per Indian - La grande sfida (2005)
    - Miglior film per Indian - La grande sfida (2005)
    - Miglior sceneggiatura per Indian - La grande sfida (2005)
- Razzie Awards (Razzie Award)
  - 1989: Nomination - Razzie Award al peggior regista per Cocktail (1988)
- Festival internazionale del cinema di San Sebastián (Golden Seashell)
  - 2005: Nomination - Indian - La grande sfida (2005)